# 픽처하우스
픽처하우스(Picturehouse)는 2005년 타임 워너의 자회사인 뉴 라인 시네마와 HBO가 합병하여 만들어진 영화 제작사이다. 2008년 워너 브라더스에 뉴 라인 시네마가 편입된 후 할리우드의 언론은 이 회사와 워너 인디펜던트 픽처스가 합병한다고 추측하고 있었지만, 결국 같이 폐쇄 되었으나 2013년에 다시 재부활하였다.

## 작품

### 2000년대
- 라스트 데이즈 (2005년 영화)
- 악명높은 베티 페이지
- 프레리 홈 컴패니언
- 퍼 (영화)
- 판의 미로
- 스타트 포 텐
- 그레이시 스토리
- 라 비 앙 로즈 (영화)
- 실크 (2007년 영화)
- 오퍼나지 - 비밀의 계단
- 여우와 아이
- 런, 팻보이, 런
- 몽골 (영화)
- 내 친구의 사생활

### 2010년대
- 메탈리카 스루 더 네버
- 더 게스트
- 글로리아 (2014년 영화)

### 2020년대
- 파티마의 기적 (2020년 영화)